# Fred Beetson
Fred Beetson – amerykański producent filmowy. Był także członkiem założycielem Amerykańskiej Akademii Sztuki i Wiedzy Filmowej.
W połowie lat 20. XX w., gdy przemysł filmowy naprawdę zaczął się rozwijać na Zachodnim Wybrzeżu, producent Louis B. Mayer, szef Metro-Goldwyn-Mayer postanowił stworzyć grupę, która służyłaby potrzebom producentów filmowych i rozwiązywałaby spory. W 1927 roku L.B. Mayer spotkał się z Fredem Beetsonem, sekretarzem Motion Picture Producers and Distributors of America oraz prezesem Central Casting, aktorem Conradem Nagelem i reżyserem Fredem Niblo, aby położyć podwaliny pod wymyśloną przez siebie organizację. Z tego spotkania powstała Amerykańska Akademia Sztuki i Wiedzy Filmowej przyznająca Oscary.